# Scolelepis alaskensis
Scolelepis alaskensis är en ringmaskart som först beskrevs av Treadwell 1914.  Scolelepis alaskensis ingår i släktet Scolelepis och familjen Spionidae. Inga underarter finns listade i Catalogue of Life.